# Caenolestes convelatus
Caenolestes convelatus är en pungdjursart som beskrevs av Harold Elmer Anthony 1924. Caenolestes convelatus ingår i släktet Caenolestes och familjen inkanäbbmöss. IUCN kategoriserar arten globalt som sårbar. Ibland används svart inkanäbbmus som svenskt trivialnamn.
Pungdjuret förekommer i bergstrakter i Colombia och Ecuador. Regionen ligger 1 000 till 4 100 meter över havet. Habitatet utgörs av bergsskogar.
Arten blir med svans cirka 25,5 cm lång och väger ungefär 40 g. Själva svansen är cirka 12,5 cm lång. Liksom andra inkanäbbmöss påminner Caenolestes convelatus om en vanlig näbbmus men de är inte släkt med varandra. Den tillhör pungdjuren men honan saknar pung (marsupium). Pälsen på ryggen är mörk till svartaktig med jämförelsevis långa hår (10 mm). Svansen är täckt med korta vita hår men den kan missuppfattas som naken. Tandformeln är I 4/3 C 1/1 P 3/3 M 4/4, alltså 46 tänder.
Individerna är aktiva på kvällen och på natten. De går vanligen på marken men de kan klättra. Viloplatsen är ofta en hålighet eller tunnel under rötter eller stenar. Caenolestes convelatus äter främst ryggradslösa djur som insekter och daggmaskar. Dessutom ingår frukter och andra växtdelar i födan och ibland äts små ryggradsdjur som möss.
Fortplantningssättet är troligen samma som hos andra inkanäbbmöss. De parar sig mellan februari och augusti. Honor har fyra spenar och antagligen lika många ungar per kull.

## Underarter
Arten delas in i följande underarter:
- C. c. barbarensis
- C. c. convelatus